# Lia Roberts
Lia Roberts (născută Lia Sandu; n. 7 mai 1949, București, România) este o politiciană română și americană. 

## Biografie
Fostă lider al Partidului Republican din Nevada, și-a exprimat intenția de a candida în alegerile din România din 2004, dar s-a retras din cauza punctajului scăzut din sondaje.
Născută în București, a emigrat din România comunistă în 1979, devenind mai târziu cetățean american naturalizat. Locuiește în Las Vegas și este Consul Onorific al României în statul Nevada.